# Смерть Олега, князя древлянського
Смерть Олега, князя древлянського — малюнок Тараса Шевченка, виконаний ним у 1836 році в Санкт-Петербурзі тушшю і пензлем на папері. Один з малюнків на історичну тематику створених під час навчання у художника Василя Ширяєва. На малюнку зображено сцену смерті древлянського князя Олега Святославовича.
Малюнок був подарований художником Василю Жуковському і довгий час зберігався у приватних колекціях в Європі, а потім у Пушкінському Домі в Ленінграді. У 1930 році переданий до Інституту Тараса Шевченка, потім зберігався в різних українських установах доки в 1948 році не увійшов до складу фондів Державного музею Тараса Шевченка. Починаючи з 1930 року, малюнок неодноразово експонувався на різних виставках.

## Історія малюнку
Малюнок був створений Тарасом Шевченком у 1836 році в Санкт-Петербурзі, під час навчання у художника Василя Ширяєва. Останній навчав своїх учнів не тільки техніці інтер'єрного розпису, але й малювати роботи на античну та міфологічну тематику в академічному стилі. Під час навчання у Ширяєва, Шевченко створив низку «складних багатофігурних композицій» на тематику античної та вітчизняної історії. Одночасно, як сторонній учень, Шевченко навчався на класах Товариства заохочення художників.
Разом з кількома іншими роботами 1835—1837 років, малюнок був подарований художником своєму товаришу, поету Василю Жуковському. Останній у 1841 році покинув Російську імперію і вивіз малюнки до Європи. По смерті Жуковського, його син Павло передав частину батьківської колекції, разом з малюнком Олега, колекціонеру Олександру Онєгіну, який заповів своє зібрання Російській академії наук. З 1928 року малюнок увійшов до фондів Пушкінського Дому, через два роки його передали до Інституту Тараса Шевченка у Харкові. Потім послідовно зберігався у Галереї картин Тараса Шевченка (1932) та Державному музеї Тараса Шевченка (1948). З 1991 року зберігається у Національному музеї Тараса Шевченка під інвентарним номером г-317. Стан задовільний.
Малюнок виконаний тушшю на листі паперу розмірами 27,6 × 38,9 сантиметра. У його лівому нижньому куті є авторський напис зроблений тушшю: 1836 || Шевченко. Він вперше згадується у виданні «Пушкинский дом. Выставка собраний А. Ф. Онегина» (1930). Мистецтвознавець Олексій Новицький включив малюнок до восьмого тому Повного зібрання творів Шевченка (1932), де він був вперше репродукований та прокоментований.
Альтернативна назва — «Із життя феодальної Русі», під цією назвою малюнок експонувався у Галереї картин Тараса Шевченка та згадується у деякій літературі.

## Сюжет малюнка
Сюжетом для малюнка послужив епізод першої міжусобної боротьби з історії Київської Русі — загибель древлянського князя Олега Святославича в 977 році під час нападу на нього його брата, київського князя Ярополка Святославича, підмовленого на це воєводою Свенельдом. Зміст і деталі малюнка збігаються з описом закінчення походу Ярополка в «Історії держави Російської» Миколи Карамзіна:

Переможець Ярополк, побачивши мертве закривавлене тіло Олега, що лежало на килимі перед його очима, забув про своє торжество, слізьми виявив каяття і, з жалем вказавши на мертвого, мовив Свенельдові: «Чи цього бажалося тобі?»
Оригінальний текст (рос.)
Победитель, видя бездушный, окровавленный труп Олегов, лежащий на ковре перед его глазами, забыл свое торжество, слезами изъявил раскаяние, и с горестию указывая на мертвого, сказал Свенельду: «Того ли хотелось тебе?..».

Малюнок написаний з дотриманням вимог академічного стилю, на його багатофігурній композиції основна дія відбувається на передньому плані. Статична сцена на фоні дерев'яних будівель. У її центрі знаходиться фігура вбитого князя Олега Святославовича, інші дійові особи симетрично розміщені на малюнку групами. Емоції героїв зображені за допомогою традиційних прийомів. Хоча дружинники по різному реагують на братовбивство, для них це «невідворотний випадок у боротьбі за владу». На першому плані зображений віщун, який проголошує промову на смерть Олега, на кшталт «Князь помер, хай живе новий князь!». Згідно Шевченківському словнику, художник поєднував прагнення відтворити історичні прикмети події з патетикою поз та жестів.
Мистецтвознавець Дмитро Степовик відносить «Смерть Олега, князя древлянського» до серії малюнків Тараса Шевченка про смерть відомих історичних персонажів. Літературознавець Станіслав Росовецький пов'язував тематику смерті в цих малюнках Шевченка «юнацьким потягом до Танатосу», спричиненим депресією художника через тривалі відстрочки щодо його викупу з кріпацтва. На відміну від малюнків з античної тематики, які мали моральний підтекст, малюнки з вітчизняної історії мають соціально-політичний підтекст. Смерть древлянського князя показана як народна драма, що має певні політичні наслідки. Художник у своєму малюнку засуджує тяжкий злочин — братовбивство.
Мистецтвознавець Леонід Владич, вважав основний сюжет малюнку «виразно промовистим», на його думку, це «осуд підступного братовбивства». На думку дослідника Миколи Бурачека, малюнок міг бути перерисований з гравюр, які перебували у власності Василя Ширяєва. Мистецтвознавець Олександр Скворцов зазначав, що малюнок свідчить про «академічний вишкіл» Шевченка, а розвиток у малюнку глибини показує вплив класицизму 1830-х років. Дослідниця Валентина Судак зазначала, що художник старанно вивчив історичний матеріал, для свого малюнку, можливо, за допомогою, схожих за тематикою, мистецьких творів. Водночас вона зазначала, що малюнок показує ще недостатні знання художника про лінійну перспективу та анатомію.

## Участь у виставках
Виставки на яких експонувався малюнок:
- Виставка зібрань О. Ф. Онегіна. Ленінград. 1930
- Ювілейна Шевченківська виставка. Київ — Москва. 1964
- Шевченко-художник. До 170-річчя від дня народження. Київ. 1984